# كفر الغابة
قرية كفر الغابة هي إحدى القرى التابعة لمركز إيتاي البارود في محافظة البحيرة في جمهورية مصر العربية. حسب إحصاءات سنة 2006، بلغ إجمالي السكان في كفر الغابة 865 نسمة، منهم 431 رجل و434 امرأة.